# São Lourenço (Setúbal)
São Lourenço era una freguesia portuguesa del municipio de Setúbal, distrito de Setúbal.

## Historia
Junto con la vecina freguesia de São Simão, formó parte de Azeitão, cuando ésta era villa y sede de municipio.
Fue suprimida el 28 de enero de 2013, en aplicación de una resolución de la Asamblea de la República portuguesa promulgada el 16 de enero de 2013 al unirse con la freguesia de São Simão, formando la nueva freguesia de Azeitão.

## Gastronomía
Son famosos los dulces de la región hechos de harina de trigo, así como el Queijo de Azeitão y las tortas de Azeitão.

## Patrimonio
- Fontanário en Vila Nogueira de Azeitão, también denominado Chafariz dos Pasmados.
- Palácio da Quinta das Torres, también denominado Quinta das Torres.
- Palácio dos Duques de Aveiro, también denominado Paço dos Duques de Aveiro.
- Pelourinho de Vila Nogueira de Azeitão.
- Conventinho da Arrábida y Mata de Carvalhos.
- Iglesia de San Lorenzo.